# Landkreis Germersheim
Landkreis Germersheim is een Landkreis in de Duitse deelstaat Rijnland-Palts. De Landkreis telt 129.006 inwoners (31 december 2020) op een oppervlakte van 463,26 km². Kreisstadt is de stad Germersheim.

## Steden, Verbandsgemeinden en Ortsgemeinden
In de Landkreis liggen de volgende steden (met stadsdelen) en Verbandsgemeinden (met deelgemeentes):
- Verbandsgemeinde Bellheim
  - Bellheim
  - Knittelsheim
  - Ottersheim bei Landau
  - Zeiskam
- Verbandsgemeinde Hagenbach
  - Berg
  - Hagenbach
  - Neuburg am Rhein
  - Scheibenhardt
- Verbandsgemeinde Jockgrim
  - Hatzenbühl
  - Jockgrim
  - Neupotz
  - Rheinzabern
- Verbandsgemeinde Kandel
  - Erlenbach
  - Freckenfeld
  - Kandel
  - Minfeld
  - Vollmersweiler
  - Steinweiler
  - Winden
- Verbandsgemeinde Lingenfeld
  - Freisbach
  - Lingenfeld
  - Lustadt
  - Schwegenheim
  - Weingarten
  - Westheim
- Verbandsgemeinde Rülzheim
  - Hördt
  - Kuhardt
  - Leimersheim
  - Rülzheim
- Stadt Germersheim
  - Sondernheim
- Stadt Wörth
  - Büchelberg
  - Maximiliansau
  - Schaidt
  - Wörth am Rhein